# 岡山県道54号倉敷美袋線
岡山県道54号倉敷美袋線（おかやまけんどう54ごう くらしきみなぎせん）は、岡山県倉敷市から総社市に至る県道（主要地方道）である。

## 概要
路線の起終点部に高梁川が流れる。高梁川の流路に沿わず倉敷市真備町を経て、倉敷市玉島地区と総社市美袋を短絡で結ぶ。
国道2号船穂JCT‐山陽自動車道玉島IC間は、玉島インター連絡道路として自動車専用道路となっている。

### 路線データ
- 起点：岡山県倉敷市玉島上成（霞橋西詰交差点、国道429号交点）
- 終点：岡山県総社市美袋（下倉橋交差点、国道180号交点）

## 歴史
- 1993年（平成5年）5月11日 - 建設省から、県道倉敷美袋線が倉敷美袋線として主要地方道に指定される[1]。

## 路線状況

### 別名
- 美袋線（倉敷市）

### 重複区間
- 国道2号 玉島バイパス（倉敷市玉島爪崎・B.P美袋線交差点 - 倉敷市船穂町船穂・船穂JCT）

### 道路施設

#### 橋梁
- 服部橋（真谷川、倉敷市）
- 宮田橋（小田川、倉敷市）
- 旭橋（倉敷市）
- 新倉橋橋（高梁川、高梁市）

## 地理

### 通過する自治体
- 倉敷市
- 総社市

### 交差する道路
| 交差する道路                        | 市町村名 | 交差する場所         | 交差する場所            |
| ----------------------------------- | -------- | -------------------- | ----------------------- |
| 国道429号                           | 倉敷市   | 玉島上成（うわなり） | 霞橋西詰交差点 / 起点   |
| 国道2号 / 玉島バイパス 重複区間起点 | 倉敷市   | 玉島爪崎             | B.P美袋線交差点         |
| 国道2号 / 玉島バイパス 重複区間終点 | 倉敷市   | 船穂町船穂           | 船穂JCT                 |
| E2 山陽自動車道                     | 倉敷市   | 玉島長尾             | 玉島I.C交差点 18 玉島IC |
| 岡山県道60号倉敷笠岡線              | 倉敷市   | 玉島長尾             |                         |
| 国道486号 / まきびバイパス          | 倉敷市   | 真備町尾崎           | 宮田橋北交差点          |
| 岡山県道280号市場川辺線             | 倉敷市   | 真備町市場           |                         |
| 岡山県道80号上高末総社線            | 総社市   | 新本                 | 新本郵便局前交差点      |
| 国道180号                           | 総社市   | 美袋                 | 下倉橋交差点 / 終点     |

### 交差する鉄道
- 山陽本線
- 山陽新幹線
- 井原鉄道井原線

### 並行する旧街道
- 玉島往来（玉島港 - 鴨方往来 - 山陽道 - 松山往来）

### 沿線
- 西日本旅客鉄道山陽本線・JR山陽新幹線 新倉敷駅（倉敷市玉島爪崎）
- 中国職業能力開発大学校（倉敷市玉島長尾）
- くらしき作陽大学（倉敷市玉島長尾）
- まきび公園（倉敷市真備町箭田）
- 井原鉄道井原線 吉備真備駅（倉敷市真備町箭田）
- JR西日本伯備線 美袋駅（総社市美袋）

### 峠
- 仏ヶ峠（総社市）